# Нордгук (Мурдейк)
Нордгук (нід. Noordhoek) — село в нідерландській провінції Північний Брабант. Входить до муніципалітету Мурдейк.
Його площа становить 4,07 км², а населення станом на 2021 рік складало 1 100 осіб.